# 冰塊盒

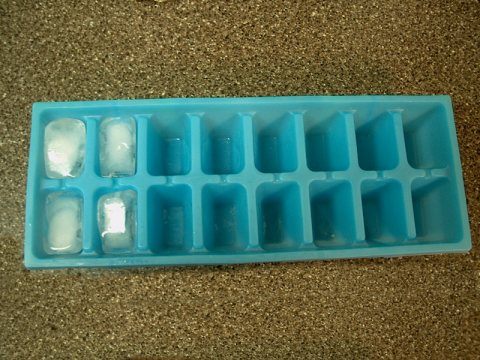
一個塑膠製的冰塊盒

冰塊盒，是一種以塑膠或金屬為材料做成的淺盒子，內部被分成許多小格；以方便填滿水之後，放在冰箱冷凍室裡製作食用冰塊。以塑膠製成的冰塊盒是有彈性的，所以結凍的冰塊可以用扭曲冰塊盒側邊的方式讓冰塊鬆動取出。
以金屬做的冰塊盒大多是用鋁做的，中央有一層冰塊層，可旋轉這一層讓冰塊掉落，大部份的量產商業用衛生冰塊，都這樣作成的。
用冰塊盒做出來的冰塊是粗糙的方塊狀，冰塊盒內小格的設計是越底層就越窄，好讓冰塊在底層的結凍面較小，這樣比較容易取出。此外，有不少的製造商也生產特殊造型的冰塊盒，如迪士尼公司就曾生產過米老鼠造型的冰塊盒，宜家公司也有生產愛心型的冰塊盒。
1914年，第一個在紀錄上出現的冰塊盒，是由小法迪瑞特沃夫Frederick Wolf Jr.所發明的，1932年，是第一個銷售中的冰塊盒取得專利的時間，製造商是Mfg公司（以製造家庭用具為主）。1933年Mfg公司的前副總，蓋L.辛漢Guy L. Tinkham發明了金屬做，從側邊拿取的冰塊盒。當時這樣一個冰塊盒的要價是美金50分。

## 外部連結
- 冰塊盒的歷史[]－英語 ，有第一個取得專利的冰塊盒製圖